# Pierre Auguste Callet
Pour les articles homonymes, voir Callet.
Pierre Auguste Callet est un homme politique français né le 27 octobre 1812 à Saint-Étienne (Loire) et décédé le 10 janvier 1883 à Chantenay-sur-Loire.

## Biographie
Journaliste à Paris, puis à Saint-Étienne, il est député de la Loire de 1848 à 1851, siégeant à droite. Il s'exile en Belgique après le coup d’État du 2 décembre 1851. Il est député de la Loire de 1871 à 1876, et bien que favorable à la République dans les premiers mois, il siège au centre droit. 

## Sources
- « Pierre Auguste Callet », dans Adolphe Robert et Gaston Cougny, Dictionnaire des parlementaires français, Edgar Bourloton, 1889-1891 [détail de l’édition]
- Charles Callet, Un oublié du XIXe siècle, Auguste Callet, préf. de Marc Legrand, Paris, H. Daragon, 1909.